# Cleofó (orador)
Cleofó (en llatí Cleophon, en grec antic Κλεοφῶν) fou un demagog atenenc que segons Aristòfanes era d'origen traci.
La seva carrera va ser sempre d'oposició al partit oligàrquic, que llavors dirigia Críties. Va tenir un paper destacat d'oposició a les paus amb Esparta: el 410 aC, tot i els favorables termes després de la batalla de Cízic, el 406 aC després de la batalla naval de les Arginuses, i la tercera vegada el 405 aC després de la batalla d'Egospòtam. En aquesta darrera quan Esparta va demanar la demolició d'una part de la muralla llarga, va amenaçar de mort a tot el que parlés de pau. El 405 aC quan Atenes estava assetjada per Lisandre i el consell atenenc era dominat pels oligarques, Cleofó els va acusar de banda de traïdors i conspiradors, i fou contestat per l'oligarca Sàtir amb l'empresonament acusat de no acomplir els seus deures militars (un pretext evident). Com que no hi havia manera de condemnar Cleofó, que davant d'un tribunal hauria estat absolt, es va fabricar (falsificar) una llei de Soló que abans no existia per poder-lo condemnar. Així Cleofó va ser condemnat a mort i executat. La seva execució sembla que va comportar aldarulls. Amb gran sorpresa, quan va morir, després d'haver-se dedicat molts anys a la política, era ben pobre.